# 오스카르 2세
오스카르 2세(스웨덴어: Oscar II, 1829년 1월 21일 ~ 1907년 12월 8일)는 스웨덴의 국왕(재위: 1872년 12월 13일 ~ 1907년 12월 26일)이자 노르웨이의 국왕(재위: 1872년 12월 26일 ~ 1905년 12월 26일)이다.

## 생애
오스카르 1세와 로이히텐베르크의 조제핀 사이에서 셋째로 태어났다. 1872년 12월 13일 그의 첫째 형 칼 15세가 사망하자, 그 뒤를 이어 왕위를 물려받았다.
뛰어난 연설자이면서, 음악과 문학의 애호가로 알려진 그는 역사적 주제에 관한 내용을 쓰면서 책들을 펴냈다. 국내 정치에서는 보수력을 증명하였고, 외교 정책에서는 스칸디나비아의 협동에 호의를 가지면서 1866년 러시아에 대항하는 스웨덴을 강화시키는 희망과 함께 독일을 후원한 후에 1870년대부터 제1차 세계대전까지 스웨덴의 정치와 문화적 생활의 특성을 드러낸 친독적 방향을 장려하였다.
그는 노르웨이와 스웨덴의 연합을 유지하기 위한 열심히 노력을 하였고, 1905년 노르웨이가 스웨덴으로부터 독립하면서 노르웨이의 왕좌에서 물러나지 않을 수 없을 때 굉장히 슬펐다고 한다. 1907년 12월 26일 78세의 나이로 사망하였다.

## 자녀
나사우의 소피아 사이에서 네 명의 아들을 두었다. 
- 구스타프 5세(1858–1950): 스웨덴의 국왕, 바덴의 빅토리아와 결혼
- 오스카르 베르나도테(1859–1953): 형수의 시녀였던 에바 뭉크와 귀천상혼
- 베스테르예틀란드 공작 칼 왕자(1861–1951): 덴마크 공주 잉에보리와 결혼
- 네르케 공작 유셴 왕자(1865–1947): 미혼